# Caroline Aherne
Caroline Mary Aherne (Ealing, 24 de dezembro de 1963 — 2 de julho de 2016) foi uma comediante, escritora e atriz britânica premiada com o BAFTA, mais conhecida por interpretar a mordaz apresentadora do programa de bate-papo Mrs Merton, papéis no The Fast Show e como protagonista na The Royle Family.
Morreu em 2 de julho de 2016, aos 52 anos.

## Infância
Aherne nasceu em Ealing, Londres, na família de um trabalhador ferroviário irlandês, e desde os dois anos de idade foi criada em Wythenshawe, Manchester. Assim como o irmão dela, Patrick, Aherne sofria de retinoblastoma na infância, que a deixou parcialmente com deficiência visual em um dos olhos. Estudou na escola de Gramática do Convento dos Hollies, em Didsbury e depois estudou teatro na Universidade John Moores, em Liverpool.